# 159827 Keithmullen
159827 Keithmullen è un asteroide della fascia principale. Scoperto nel 2003, presenta un'orbita caratterizzata da un semiasse maggiore pari a 3,1091127 UA e da un'eccentricità di 0,1495204, inclinata di 4,45179° rispetto all'eclittica.
L'asteroide è dedicato a Keith Mullen, vicepresidente del Huachuca Astronomy Club of Sierra Vista nello stato dell'Arizona, negli Stati Uniti.